# (15910) Shinkamigoto
(15910) Shinkamigoto est un astéroïde de la ceinture principale.

## Description
(15910) Shinkamigoto est un astéroïde de la ceinture principale. Il fut découvert le 6 octobre 1997 à Kitami par Kin Endate et Kazuro Watanabe. Il présente une orbite caractérisée par un demi-grand axe de 2,27 UA, une excentricité de 0,10 et une inclinaison de 5,5° par rapport à l'écliptique.

## Compléments